# Axel Andersson (ingenjör)
Axel Leonard Andersson, född 28 september 1868 i Malmö, död 2 juli 1953, var en svensk ingenjör. 
Efter avgångsexamen från Tekniska Elementarskolan i Malmö 1887 anställdes Andersson vid Kockums Mekaniska Verkstads AB i Malmö 1888 och var verksam vid Kockums varv där 1889–92, vid Södra varvet i Stockholm 1892–93, Bröderna Nobels Verkstäder i Astrachan, Ryssland, 1898–1900 och åter vid Kockums varv 1900, där han blev chef för fartygsavdelningens ritkontor 1906.